# Ming Dow
Ming Dao, también conocido como Dow Ming (chino: 明道, pinyin: Dao Ming, nacido el 26 de febrero de 1980), es un cantante, actor, modelo y presentador de televisión taiwanés, cuyo nombre verdadero es Lin Chao Zhang.

## Biografía
El 5 de enero de 2020 se anunció que su hermano mayor Lin Ming-hung (林明弘), su cuñada y el hijo de ambos habían sido encontrados muertos en una zona boscosa en Taipéi.
En junio de 2020 se anunció que se había casado con Wang Tingxuan en el 2019 y que la pareja tenía un hijo, a quien le dieron la bienvenida en el 2020.

## Carrera
Debutó en la televisión en la serie "The King of Adventure" o "El Rey de la Aventura", en el canal SETTV. 
En 2004 debutó como actor en la de serie de televisión "Heaven's Wedding Gown" (天国 的 嫁衣), seguido un año después para interpretar como protagonista en la famosa teleserie "The Prince Who Turns into a Frog" que se convierte en una rana (王子 变 青蛙). Este drama obtuvo el récord de 8.05 obras de teatro, anteriormente en manos de Meteor Garden, y se convirtió en el drama taiwanés con las tasas más altas en la historia hasta que fue superado en 2008 destinado por la serie "Love You". 
Ese mismo año se integró a la banda 183 Club, como miembro de dicha agrupación.

## Filmografía[5][6]

### Películas
- Close to You (近在咫尺的爱恋) (2010)
- Life of Sentime (感情生活) (2010)
- Palace (2012)

### Series de televisión
| Año  | Título en inglés                 | Título en chino | Personaje                             | Nota                                |
| ---- | -------------------------------- | --------------- | ------------------------------------- | ----------------------------------- |
| 2004 | Heaven's Wedding Gown            | 天國的嫁衣      | 程海諾                                |                                     |
| 2005 | The Prince Who Turns into a Frog | 王子變青蛙      | Shan Jun Hao (單均昊) / Dangou (茼蒿) | 3rd Highest rating, Taiwanese drama |
| 2006 | Magicians Of Love                | 愛情魔髮師      | Du Ya Si (杜亞斯)                     |                                     |
|      | Legend of Star Apple             | 星蘋果樂園      | Tao Si (陶斯)                         |                                     |
|      | Angel Lover                      | 天使情人        | Yang Tian You (楊天佑)                |                                     |
| 2007 | Dream Heaven                     | 夢幻天堂        | Zhou Ji Chun (周計春)                 |                                     |
|      | Ying Ye 3 Jia 1                  | 櫻野三加一      | Yang Jia Jiang (楊家將)               |                                     |
| 2009 | Knock Knock Loving You           | 敲敲愛上你      | Zhao Guan Xi (趙冠希)                 |                                     |
| 2009 | Smile in My Heart                | 微笑在我心      | Liang Yu Fang                         |                                     |
| 2009 | Let's Dance                      | 守著陽光守著你  | Yang Rui                              |                                     |
| 2009 | Emotional Life                   |                 | Guang Mo                              |                                     |
| 2010 | Happiness is Definitely Strong   |                 | Yin Ding Qiang                        |                                     |
| 2010 | Chang E                          |                 | Wu Gang                               |                                     |
| 2010 | Zhong Wu Yan                     | 我愛鍾無艷      | Qi Xuan (齊宣)                        |                                     |

### Programas de variedades
| Año        | Programa                                                    | Notas                  |
| ---------- | ----------------------------------------------------------- | ---------------------- |
| 2021       | Go Shoot (接招吧！前辈)                                     | (ep. #3) - invitado    |
| 2019       | Actors Please Take Your Place - Acting Age - 14 to 15 Years | concursante            |
| 2017       | Ace vs Ace                                                  | invitado               |
| 2017       | Give Me Five S1                                             | (ep. #3) - invitado    |
| 2009, 2016 | Happy Camp                                                  | 2 episodios - invitado |

### Revistas / sesiones fotográficas
| Año  | Título             | Notas |
| ---- | ------------------ | ----- |
| 2019 | Variety China      |       |
| 2019 | Guide Magazine     |       |
| 2019 | Celebrity Magazine |       |

## Discografía
| Álbum de información                                                                   | Listas contribuyentes |
| -------------------------------------------------------------------------------------- | --- |
| Heaven's Wedding Gown Soundtrack - Artist: - Released: 2004                            | "Torture [Zhe Mo]"(折磨) by 183 Club |
| The Prince Who Turns Into A Frog Soundtrack - Artist: Various Artists - Released: 2005 | "Enticing Trick"(迷魂計) by 183 Club "Magical Smile"(魔法) by 183 Club "Call My Name"(閉上眼默唸3遍) by 183 Club and 7 Flowers "True Love"(真愛) by 183 Club                                                  |
| The Magicians of Love Soundtrack - Artist: Various Artists - Released: 2006            | "Perfect Lover" (完美情人) by 183 Club "Magic Room" by 183 Club "Bomba Bomba" by 183 Club "Affected Line"(感情線) by 183 Club "A Date So Sweet"(甜蜜約定) by 183 Club                                         |
| Angel Lover Soundtrack - Artist: Various Artists - Released: 2006                      | "Finding True Love" (發現真愛) with Jacky Chu and Ehlo Huang "Unregrettable Decision" (不後悔的決定) with Jacky Chu "Forgotten" (遺忘) with Ehlo Huang "Since Beginning" (從頭) with Jacky Chu and Ehlo Huang |
| Ying Ye 3 Jia 1 Soundtrack - Artist: Various Artists - Released: 2007                  | "To Believe Again" with Chen Qiao En "Looking for My Best Friend" with Jason Hsu |